# Chapadinha Futebol Clube
O Chapadinha Futebol Clube é um clube brasileiro de futebol, da cidade de Chapadinha, no estado do Maranhão. Disputa atualmente a Série A do Campeonato Maranhense.
Fundado em 19 de fevereiro de 1999, usa o Estádio Municipal Lucídio Frazão (conhecido por Lucidão) para mandar seus jogos. As cores do clube são azul, branco e laranja.

## História
O Chapadinha disputou 6 edições do Campeonato Maranhense, tendo como melhor posição o terceiro lugar em 2005.  A única participação do clube em competições nacionais foi em 2003, quando disputou a Série C, sendo eliminado na segunda fase.
Em 2009, foi destaque ao sofrer, em apenas 9 minutos, 9 gols do Viana, que lutava por uma vaga na Primeira Divisão estadual do ano seguinte com o Moto Club. A goleada gerou repercussão nacional e internacional, e também consequências ao Chapadinha, que chegou a ser banido de qualquer competição profissional, punição que seria retirada posteriormente.
Em 2010 desistiu de disputar a Segunda Divisão.
Voltou ao futebol em 2018 para a disputa da Segunda Divisão onde foi o vice-campeão.
Em 2019 disputou novamente a Segunda Divisão e foi eliminado nas semifinais nos pênaltis para o Atlético Bacabal.
Em 2020 foi eliminado na primeira fase ficando na 6° posição e foi rebaixado a Pré-Série B.
Em 2021 com a tabela já definida o Chapadinha acabou por desistir do campeonato.
Em 2022 o Chapadinha garantiu o acesso após empatar com o Imperatriz em 1 a 1.

## Títulos
| Estaduais | Estaduais                          | Estaduais | Estaduais  |
|           | Competição                         | Títulos   | Temporadas |
| --------- | ---------------------------------- | --------- | ---------- |
|           | Campeonato Maranhense - 2ª Divisão | 1         | 2002       |

## Histórico em competições oficiais

### Campeonato Maranhense
- Primeira Divisão: 2003, 2004, 2005, 2006, 2007 e 2008

### Campeonato Brasileiro da Série C
Participação: 2003 (eliminado na segunda fase).

## Desempenho em Competições

### Campeonato Maranhense - 1ª divisão
| Ano  | Posição                    |
| 2003 | 9º                         |
| 2004 | 4º                         |
| 2005 | 4º                         |
| 2006 | 4º                         |
| 2007 | 4º                         |
| 2008 | 10º (Lanterna e rebaixado) |
| 2023 | 6º                         |
| 2024 | 7º (Rebaixado)             |

### Campeonato Maranhense - 2ª divisão
| Ano  | Posição               |
| 2002 | (Campeão e Promovido) |
| 2009 | *4º (Lanterna)        |
| 2018 | Vice-Campeão          |
| 2019 | 3º                    |
| 2020 | 5º                    |

- Nota: Por conta da suspeita de ter facilitado o jogo contra o Viana que terminou 11x0, o Chapadinha foi punido com o banimento do futebol, mas a decisão foi anulada pelo TJD.

### Taça Cidade de São Luís
| Ano  | Posição            |
| 2003 | 5º (Vice-Lanterna) |
| 2004 | 4º                 |
| 2006 | 4º                 |
| 2007 | 3º                 |
| 2008 | 6º                 |

### Campeonato Brasileiro - Série C
| Ano  | Posição |
| 2003 | 49º     |

## Torcidas Organizadas
- Galoucura